# Bonbaden
Bonbaden ist ein Ortsteil der mittelhessischen Stadt Braunfels im mittelhessischen Lahn-Dill-Kreis.

## Geographie

### Geographische Lage

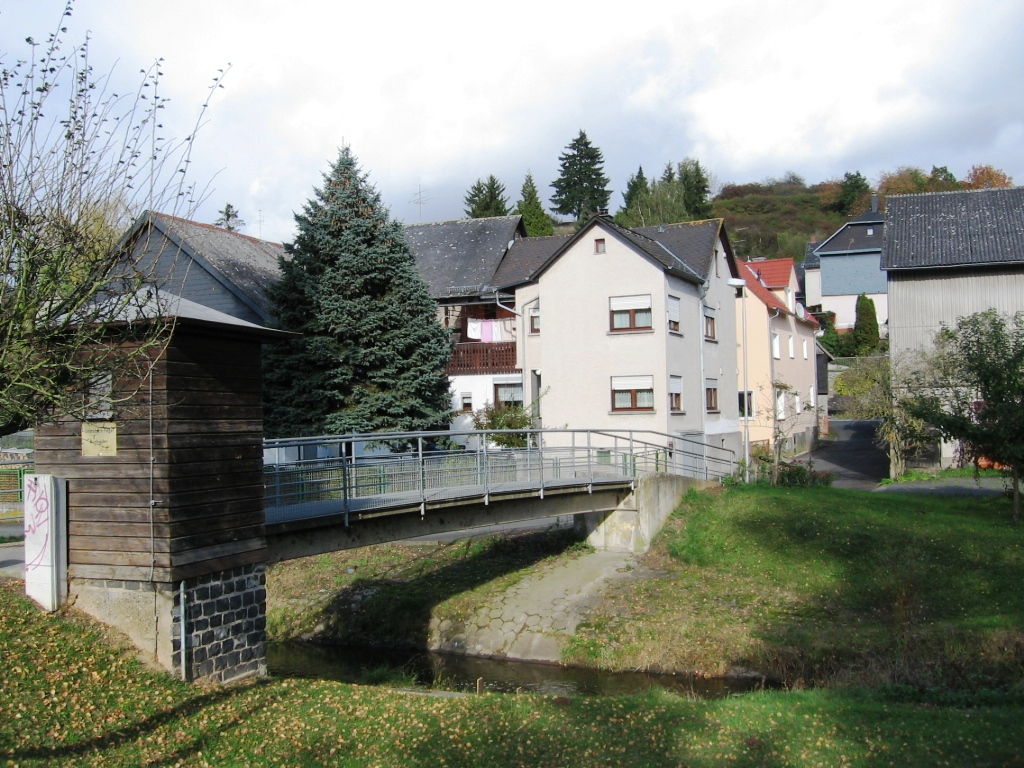
Solmsbach mit Pegel

Bonbaden liegt eingebettet im Solmsbachtal, das in Nord-Süd-Richtung verläuft. Im Ort mündet von Osten der Hainbach, der bei Laufdorf entspringt, in den Solmsbach. Bonbaden gehört zum östlichen Hintertaunus und bildet die westliche Grenze des Wetzlarer Hintertaunus. Umgeben ist das Dorf von mehreren Waldgebieten, nur im Süd- und Nordosten liegen mehrere Felder, die heute landwirtschaftlich genutzt werden. Des Weiteren liegt Bonbaden am nördlichen Rand des Naturparks Taunus. Die nächste große Stadt ist Wetzlar.

### Geologie
In der Gegend um Bonbaden befinden sich vor allem Sedimentgesteine wie Grauwacken aus dem Devon und Karbon. Während des Devons bedeckte ein nahe am Äquator gelegenes tropisches Meer den Ort. Durch den aktiven Vulkanismus wird das Gebiet von Diabas- und Erzvorkommen geprägt. Zum Ende des Devon schloss sich das Meer zwischen den Kontinenten Gondwana und Laurussia, woraus beim Zusammenstoß das Variszische Gebirge entstand. Dieses ist Grundlage der heutigen europäischen Mittelgebirge und erstreckte sich auch über das damals noch mit Europa verbundene Nordamerika. Der dadurch vorkommende Schiefer diente häufig als Material für Fassadenverkleidungen und Dächer, was an einigen Häusern in Bonbaden heute noch zu sehen ist. Das Material jüngerer Zeitalter wurde durch die Auffaltung, bei der Entstehung des Gebirges, fast gänzlich abgetragen.
Die wenigen Fossilien, welche sich finden lassen, sich meist maritime, versteinerte Trilobiten. Nach einer Kollision der afrikanischen mit der europäischen Platte in der Erdneuzeit kam es neben der Bildung der Alpen in Mitteleuropa erneut zum Vulkanismus. Aus dieser Zeit stammen basaltische Magmaformationen wie der Burgberg von Braunfels und der Stoppelberg in Wetzlar. Eine weitere Auswirkung ist das Vorkommen von Mineralwässern, beispielsweise in Schwalbach. Aus dem Pleistozän sind Löß und Lößlehm vorhanden.
Quelle:

## Geschichte

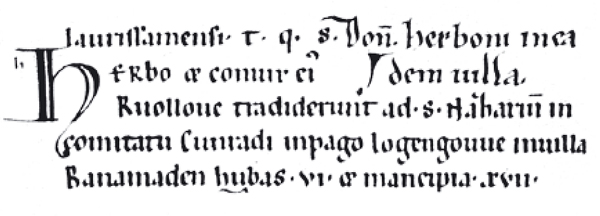
Urkunde 3139 Lorscher Codex

### Historische Namensformen
In erhaltenen Urkunden wurde Bonbaden unter den folgenden Ortsnamen erwähnt (in Klammern das Jahr der Erwähnung):
- Banamaden, in villa (772/3) [2. Hälfte XII Jh., Codex Laureshamensis III, Nr. 3139 = 3687c]
- Banemaden, in villa (772/3) [2. Hälfte XII Jh., Codex Laureshamensis III, Nr. 3139 = 3687c]
- Banamatha, in villa (778) [2. Hälfte XII Jh., Codex Laureshamensis III, Nr. 2999 = 3697]
- Banamada, in villa (778) [2. Hälfte XII Jh., Codex Laureshamensis III, Nr. 2999 = 3697]
- Banamada, in loco (779–790) [2. Hälfte XII Jh., Codex Laureshamensis III, Nr. 3063 = 3699a]
- Banamaden, in villa (779–790) [2. Hälfte XII Jh., Codex Laureshamensis III, Nr. 3063 = 3699a]
- Banamaden, in villa (779–790) [2. Hälfte XII Jh., Codex Laureshamensis III, Nr. 3140 = 3706c]
- Banamaden, in (779–790) [2. Hälfte XII Jh., Codex Laureshamensis III, Nr. 3140 = 3706c]
- Banamaden, in villa (790) [2. Hälfte XII Jh., Codex Laureshamensis III, Nr. 3138 = 3710 b]
- Banemaden, in (790) [2. Hälfte XII Jh., Codex Laureshamensis III, Nr. 3138 = 3710 b]
- Bombaden [Karte des Kreises Wetzlar]

### Von den Anfängen bis zur Gebietsreform in Hessen
Die Besiedlung von Bonbaden ist bis in die Latènezeit zurückzuführen, als die Westhänge am Solmsbach als Ackerterrassen genutzt wurden.
Die älteste bekannte schriftliche Erwähnung von Bonbaden erfolgte als Banamaden im Jahr 772 und Banamatha 778 im Lorscher Codex. Damit zählt Bonbaden zu den ältesten Siedlungen im Altkreis Wetzlar. Der Ort lag in der nachkarolingischen Zeit an einer bedeutenden Furt der „Strata publica“, die Wetzlar mit Weilburg verband.
Aufgrund der Überbevölkerung im Reich wanderten viele Bürger nach Russland aus. Am 21. Juli 1766 immigrierten auch 17 Bonbadener, 6 Erwachsene und 11 Kinder. Im Jahr 1804 emigrierten 17 weitere Bürger in die USA. 1852 folgten acht Bonbadener, elf Bürger mit Ziel New York, im Jahr 1853 und 1854 nochmals vier Personen.
Bonbaden gehörte zur Grafschaft Solms und kam deshalb zu Beginn des 19. Jahrhunderts unter preußische Herrschaft, wo es der Amtsbürgermeisterei Braunfels unterstellt wurde. Ab 1841 wurde Bonbaden durch die Amtsbürgermeisterei Schöffengrund verwaltet. Im Jahr 1961 schloss die Gemeinde Bonbaden eine Gemeindepartnerschaft mit Rohrmoos-Untertal (Steiermark).

### Seit der Gebietsreform
Im Zuge der Gebietsreform in Hessen fusionierten zum 31. Dezember 1971 bis dahin selbstständige Gemeinden Bonbaden, Neukirchen und Tiefenbach sowie die Stadt Braunfels auf freiwilliger Basis zur erweiterten Stadt Braunfels. Alle eingegliederten Gemeinden und die Kernstadt wurden Stadtteile.
Für alle Stadtteile wurde je ein Ortsbezirke per Hauptsatzung gebildet.
Im August 1981 überflutete ein Sommerhochwasser des Solmsbaches den Ort und richtete schwere Schäden an. Heftige Gewitterniederschläge nach einer langen Trockenperiode hatten den Pegel Bonbaden am 11. August 1981 auf den bisherigen Höchststand von 2,75 Metern klettern lassen.

### Jüdische Gemeinde
Nachweislich lebten seit dem 17. Jahrhundert jüdische Bewohner in Bonbaden. Im Dorf existierten dennoch keine religiösen Bauwerke, wie ein Friedhof oder eine Synagoge. Die Bonbadener Juden gingen in die Synagoge nach Braunfels und wurden in Burgsolms bestattet. Die jüdischen Kinder besuchten die Grundschule im Ort. Ab 1853 gehörte Bonbaden als Filialgemeinde zur Jüdischen Gemeinde Wetzlar. Um 1900 lag der Bevölkerungsanteil mit 32 jüdischen Bürgern bei 4,9 %. In der Zeit des Nationalsozialismus flüchteten drei Familien in die USA und eine nach Großbritannien. 12 Juden wurden im Sommer 1942 in Richtung Osten deportiert. Der Transport erfolgte am 12. Juni 1942 vom Bahnhof Wetzlar über Frankfurt am Main in die Vernichtungslager Sobibor und Majdanek. Ein jüdischer Bürger kam mit dem zweiten Transport am 28. August 1942 ins Vernichtungslager Treblinka.

### Verwaltungsgeschichte im Überblick
Die folgende Liste zeigt die Staaten und Verwaltungseinheiten, denen Bonbaden angehört(e):
- 772/3: Lahngau (in pago Logenouue)
- 778: Wettereiba, Wanendorfer Mark (in pago Wetdereiba in Wizelere marca)
- vor 1806: Heiliges Römisches Reich, Fürstentum Solms-Braunfels, Anteil der Grafschaft Solms, Amt Braunfels
- ab 1806: Herzogtum Nassau,[Anm. 2] Amt Braunfels[Anm. 3]
- ab 1816: Königreich Preußen,[Anm. 4] Provinz Großherzogtum Niederrhein, Regierungsbezirk Koblenz, Kreis Braunfels[12]
- ab 1822: Königreich Preußen, Rheinprovinz, Regierungsbezirk Koblenz, Kreis Wetzlar[Anm. 5]
- ab 1866: Norddeutscher Bund,[Anm. 6] Königreich Preußen, Rheinprovinz, Regierungsbezirk Koblenz, Kreis Wetzlar
- ab 1871: Deutsches Reich, Königreich Preußen, Rheinprovinz, Regierungsbezirk Koblenz, Kreis Wetzlar
- ab 1918: Deutsches Reich (Weimarer Republik), Freistaat Preußen, Rheinprovinz, Regierungsbezirk Koblenz, Kreis Wetzlar
- ab 1932: Deutsches Reich, Freistaat Preußen, Provinz Hessen-Nassau, Regierungsbezirk Wiesbaden, Kreis Wetzlar
- ab 1944: Deutsches Reich, Freistaat Preußen, Provinz Nassau, Kreis Wetzlar
- ab 1945: Amerikanische Besatzungszone,[Anm. 7] Groß-Hessen, Regierungsbezirk Wiesbaden, Kreis Wetzlar
- ab 1949: Bundesrepublik Deutschland, Land Hessen, Regierungsbezirk Wiesbaden, Kreis Wetzlar
- ab 1968: Bundesrepublik Deutschland, Land Hessen, Regierungsbezirk Darmstadt, Kreis Wetzlar
- ab 1972: Bundesrepublik Deutschland, Hessen, Regierungsbezirk Darmstadt, Kreis Wetzlar, Stadt Braunfels[Anm. 8]
- ab 1977: Bundesrepublik Deutschland, Land Hessen, Regierungsbezirk Darmstadt, Lahn-Dill-Kreis, Stadt Braunfels
- ab 1981: Bundesrepublik Deutschland, Land Hessen, Regierungsbezirk Gießen, Lahn-Dill-Kreis, Stadt Braunfels

## Bevölkerung

### Einwohnerentwicklung
| Bonbaden: Einwohnerzahlen von 1834 bis 2021 | Bonbaden: Einwohnerzahlen von 1834 bis 2021 | Bonbaden: Einwohnerzahlen von 1834 bis 2021 | Bonbaden: Einwohnerzahlen von 1834 bis 2021 | Bonbaden: Einwohnerzahlen von 1834 bis 2021 |
| --- | ------------------------------------------- | ------------------------------------------- | ------------------------------------------- | ------------------------------------------- |
| Jahr |                                             |                                             |                                             | Einwohner                                   |
| 1834 | 1834                                        |                                             | 370                                         | 370                                         |
| 1840 | 1840                                        |                                             | 448                                         | 448                                         |
| 1846 | 1846                                        |                                             | 466                                         | 466                                         |
| 1852 | 1852                                        |                                             | 497                                         | 497                                         |
| 1858 | 1858                                        |                                             | 531                                         | 531                                         |
| 1864 | 1864                                        |                                             | 550                                         | 550                                         |
| 1871 | 1871                                        |                                             | 595                                         | 595                                         |
| 1875 | 1875                                        |                                             | 611                                         | 611                                         |
| 1885 | 1885                                        |                                             | 662                                         | 662                                         |
| 1895 | 1895                                        |                                             | 649                                         | 649                                         |
| 1905 | 1905                                        |                                             | 695                                         | 695                                         |
| 1910 | 1910                                        |                                             | 789                                         | 789                                         |
| 1925 | 1925                                        |                                             | 783                                         | 783                                         |
| 1939 | 1939                                        |                                             | 800                                         | 800                                         |
| 1946 | 1946                                        |                                             | 1.057                                       | 1.057                                       |
| 1950 | 1950                                        |                                             | 1.212                                       | 1.212                                       |
| 1956 | 1956                                        |                                             | 1.327                                       | 1.327                                       |
| 1961 | 1961                                        |                                             | 1.364                                       | 1.364                                       |
| 1967 | 1967                                        |                                             | 1.534                                       | 1.534                                       |
| 1970 | 1970                                        |                                             | 1.559                                       | 1.559                                       |
| 1980 | 1980                                        |                                             | ?                                           | ?                                           |
| 1990 | 1990                                        |                                             | ?                                           | ?                                           |
| 2000 | 2000                                        |                                             | ?                                           | ?                                           |
| 2011 | 2011                                        |                                             | 1.467                                       | 1.467                                       |
| 2021 | 2021                                        |                                             | 1.539                                       | 1.539                                       |
| Datenquelle: Historisches Gemeindeverzeichnis für Hessen: Die Bevölkerung der Gemeinden 1834 bis 1967. Wiesbaden: Hessisches Statistisches Landesamt, 1968. Weitere Quellen: LAGIS; Gemeinde Braunfels; Zensus 2011 |                                             |                                             |                                             |                                             |

### Einwohnerstruktur 2011
Nach den Erhebungen des Zensus 2011 lebten am Stichtag, dem 9. Mai 2011, in Bonbaden 1467 Einwohner. Darunter waren 54 (3,7 %) Ausländer.
Nach dem Lebensalter waren 246 Einwohner unter 18 Jahren, 591 zwischen 18 und 49, 312 zwischen 50 und 64 und 315 Einwohner waren älter.
Die Einwohner lebten in 639 Haushalten. Davon waren 198 Singlehaushalte, 186 Paare ohne Kinder und 183 Paare mit Kindern, sowie 57 Alleinerziehende und 15 Wohngemeinschaften. In 144 Haushalten lebten ausschließlich Senioren und in 414 Haushaltungen lebten keine Senioren.

### Historische Religionszugehörigkeit
- 1834: 355 evangelische (= 95,9 %), 15 jüdische (= 4,1 %) Einwohner[3]
- 1961: 953 evangelische (= 69,9 %), 402 katholische (= 29,5 %) Einwohner[3]

## Politik

### Ortsbeirat
Für Bonbaden besteht ein Ortsbezirk (Gebiete der ehemaligen Gemeinde Bonbaden) mit Ortsbeirat und Ortsvorsteher nach der Hessischen Gemeindeordnung.
Der Ortsbeirat besteht aus fünf Mitgliedern. Bei den Kommunalwahlen in Hessen 2021 betrug die Wahlbeteiligung zum Ortsbeirat 47,57 %. Dabei wurden gewählt: drei Mitglieder der CDU und zwei Mitglieder der SPD. Der Ortsbeirat wählte Siegbert Bender (CDU) zum Ortsvorsteher.

### Wappen
Am 23. Oktober 1968 wurde der Gemeinde Bonbaden im damaligen Landkreis Wetzlar durch den Hessischen Minister des Innern ein Wappen mit folgender Blasonierung verliehen: In Blau zwischen goldenem Hammer mit Schlegel und einem goldenen Stern ein silberner Schrägbalken, belegt mit drei blauen Rauten.
Das Gemeindewappen von Bonbaden geht auf Johann von Banewaden zurück. Der Wetzlarer Bürger und Schöffe siegelte im Dezember 1432 eine Urkunde mit seinem Wappen.

## Kultur und Sehenswürdigkeiten

### Vereine
Im Ort wird ein sehr aktives Vereinsleben geführt. Größter Sportverein ist der TuS Bonbaden, gefolgt vom TC Bonbaden. Dieser besteht seit dem 24. November 1977 und verfügt heute über eine Dreiplatzanlage und 166 aktive Mitglieder.

### Regelmäßige Veranstaltungen
Kulturelles Highlight ist die Freilichtbühne Bonbaden, auf der im Sommer jährlich zwei Theaterstücke für Kinder sowie ein Abendstück für Erwachsene aufgeführt werden. Sie entstand 1951/1952 auf einer aufgefüllten Grubenhalde am westlichen Ortsrand.

### Bauwerke
Evangelische Kirche
Die evangelische Kirche wurde wohl um das Jahr 1000 erbaut und liegt auf einem kleinen Hügel am nördlichen Rand des Ortes. Sie wurde als Wehrkirche mit einem vermutlich spätromanischen Chorturm und Krüppelwalmdach errichtet. An der Ostwand im Innenraum befindet sich die barocke Kanzel sowie die 1891 geschaffene Orgel aus Möttau. Die Nordwand des Chors verfügt sowohl über spätromanische als auch spätgotische Wandmalereien mit Heiligen, die erst 1986 bei der jüngsten Renovierung nach dem Abtragen einer 3 cm dicken Putzschicht entdeckt wurden. Auch vier Glasmalereien der Evangelisten sind noch erhalten. Diese wurden von Albert Hoffmann als Dank für die liebevolle Grabpflege für seinen Vater der Kirchengemeinde Bonbaden gestiftet.
Bonbadener Fachwerk
Die Ortskernbebauung um Hauptstraße und Schulstraße steht als Gesamtanlage unter Denkmalschutz. Innerhalb der Gesamtanlage sind acht Fachwerkhäuser als Kulturdenkmal ausgewiesen. Weitere Fachwerkhäuser befinden sich Am Kirchberg sowie in der Neukirchener Straße und der Laufdorfer Straße. Nachdem ein Großbrand im Jahre 1846 weite Teile des Dorfes vernichtete, haben sich insgesamt rund 20 Fachwerkhäuser erhalten. Das älteste Fachwerkhaus entstammt vermutlich dem 17. Jahrhundert. Die Bauweise wurde durch das Hüttenberger Land beeinflusst. So existieren in der Hauptstraße zwei typische „Hüttenberger Hoftore“.

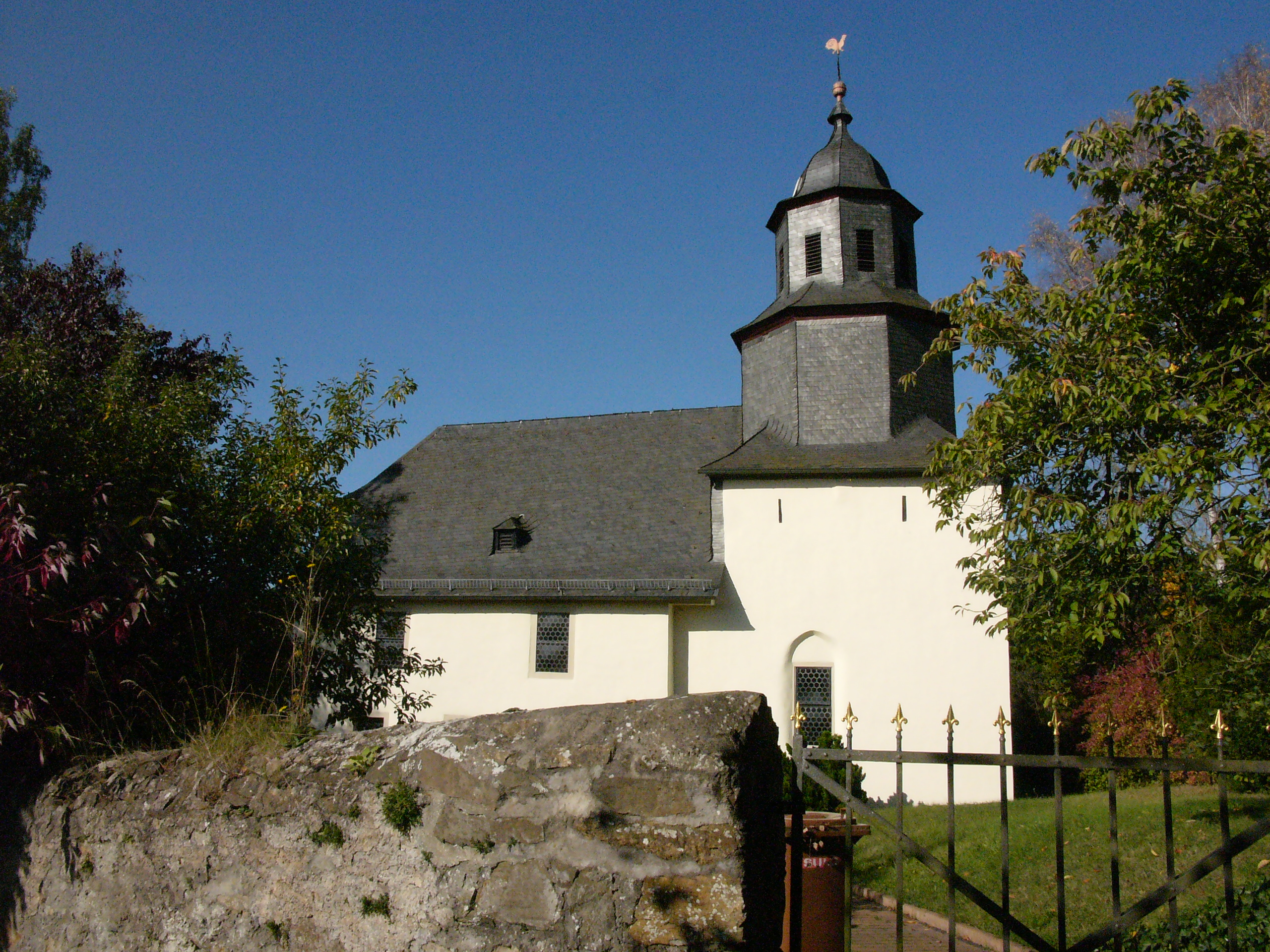
Evangelische Dorfkirche
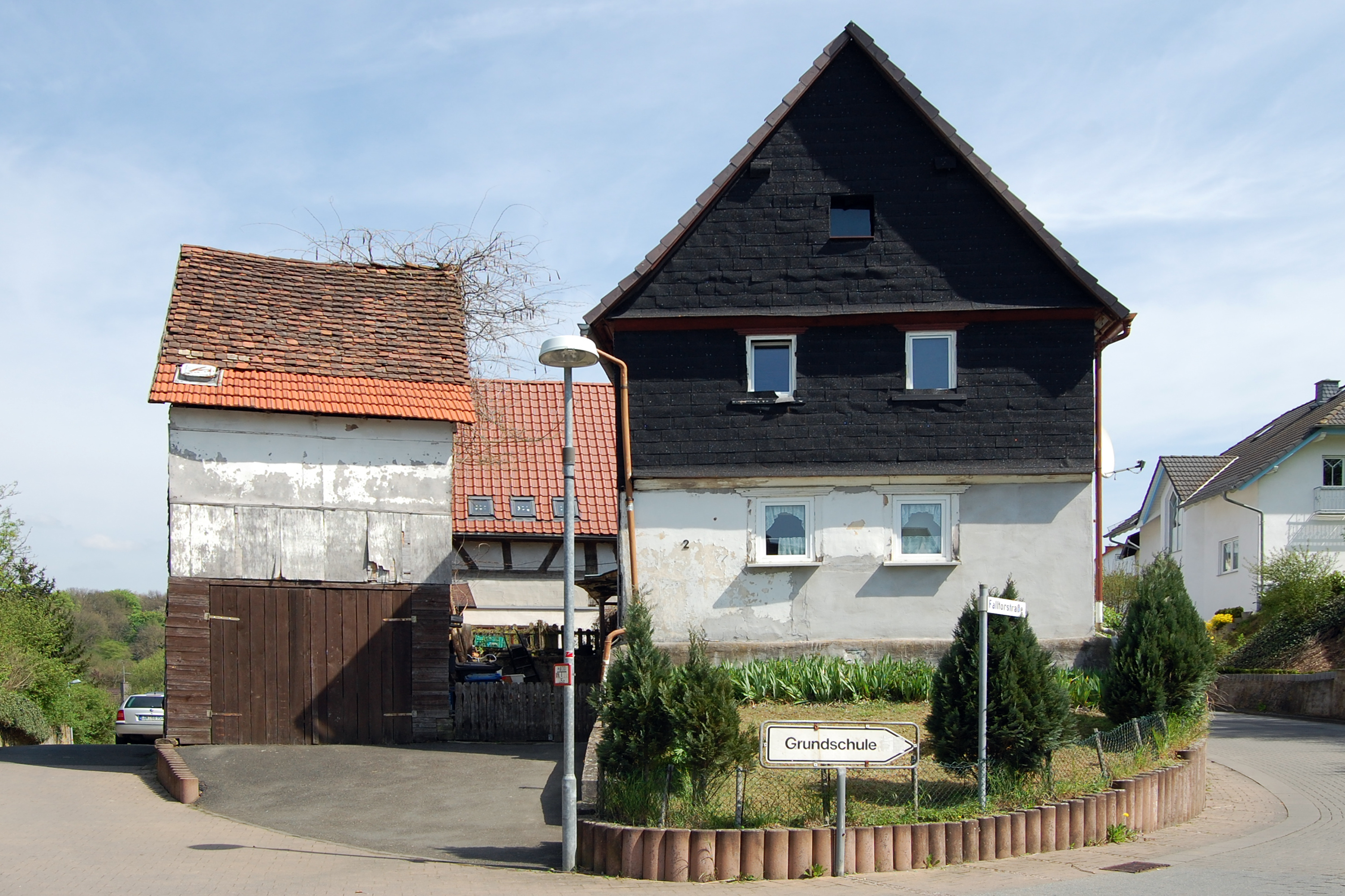
Einzeldenkmal Am Kirchberg 2, spätes 18. Jahrhundert
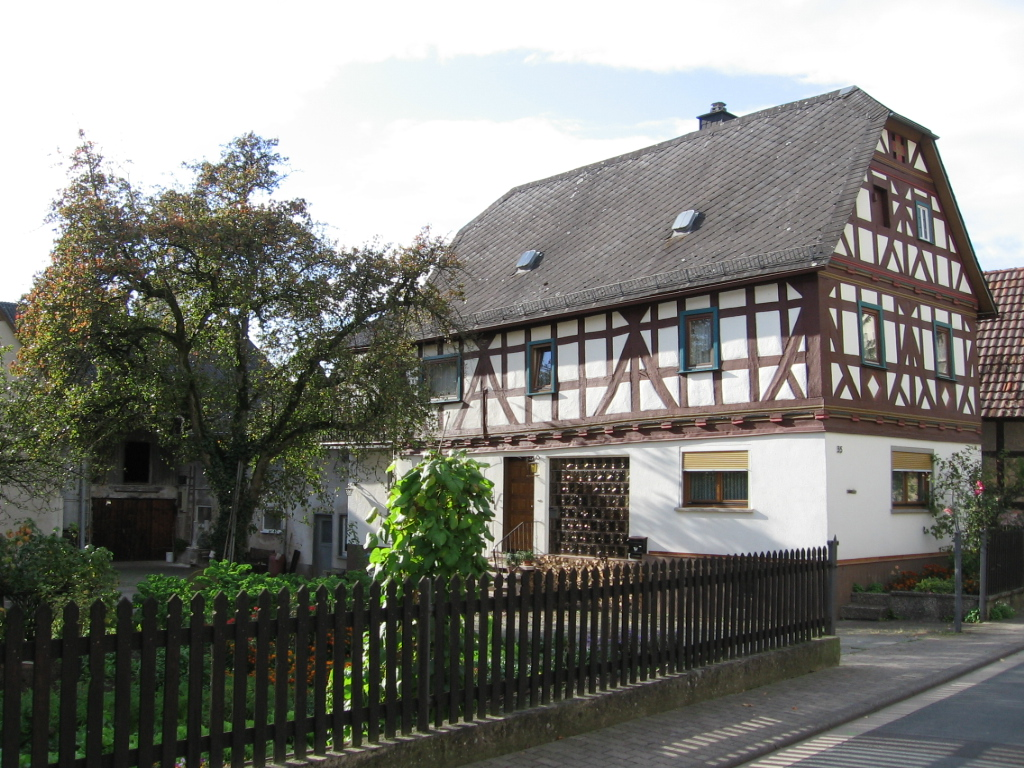
Fachwerkhaus mit Winkelhof
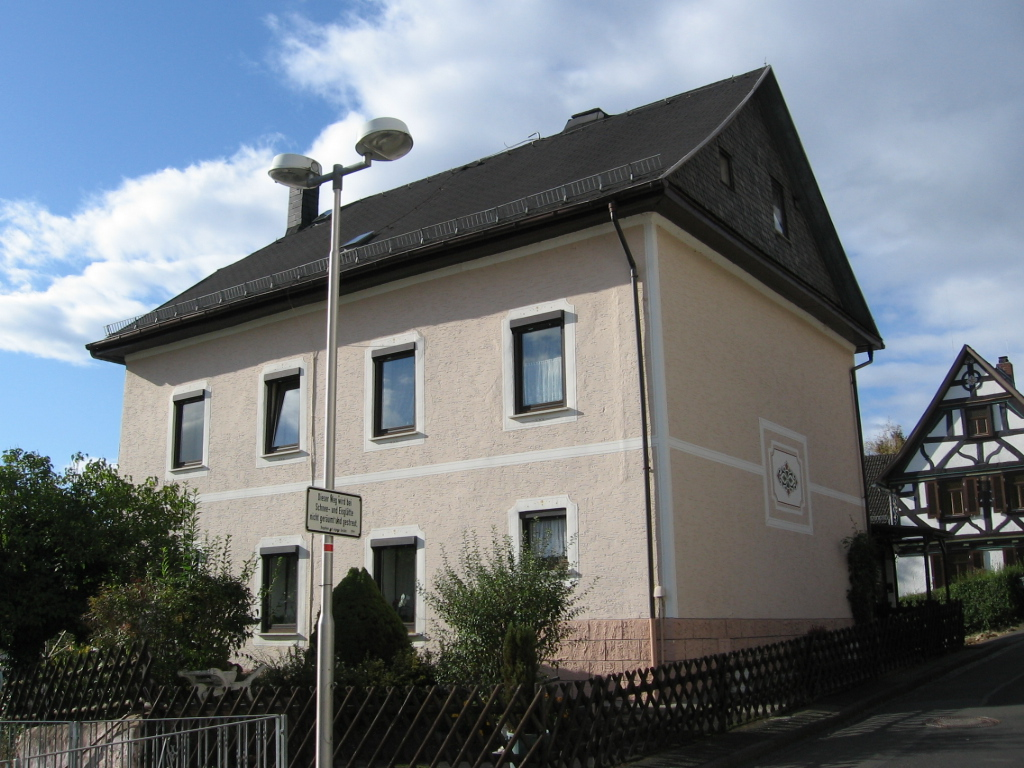
Alte Schule von 1836/37
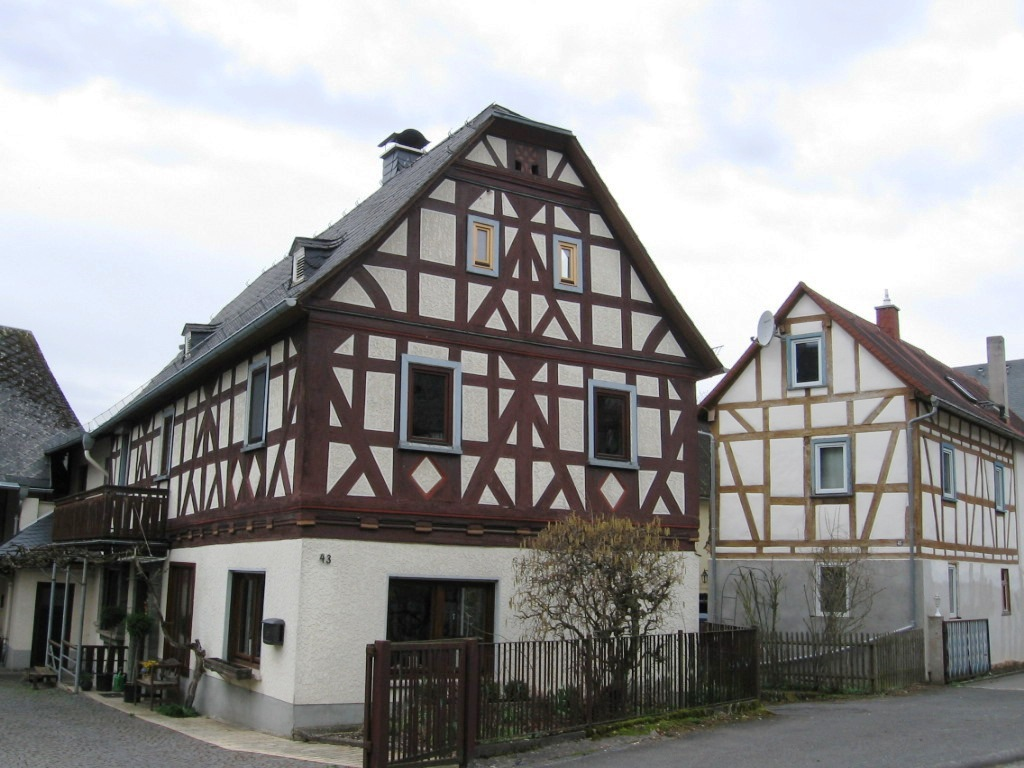
Fachwerkhäuser
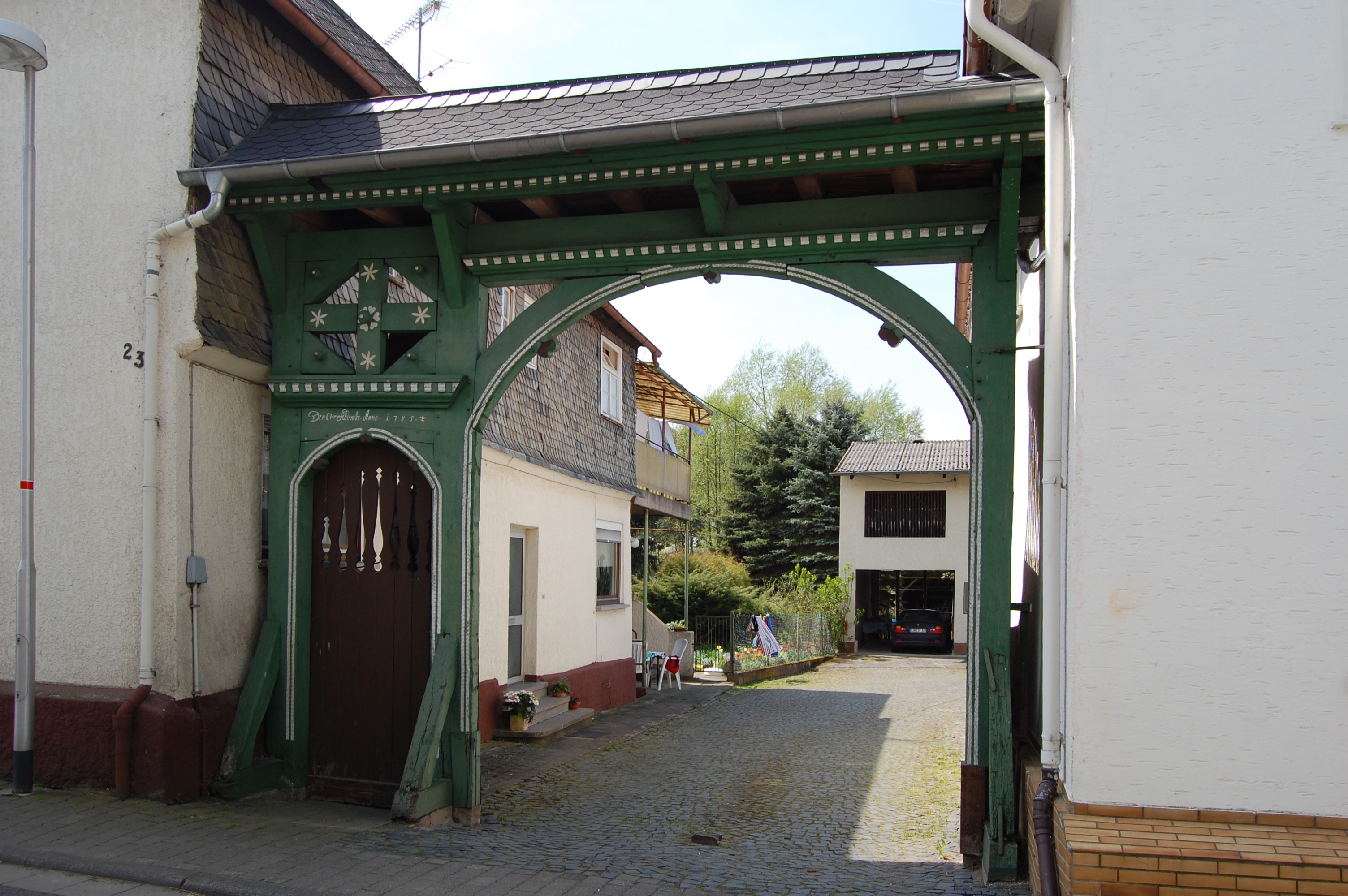
Hoftor von 1785, Hauptstr. 23
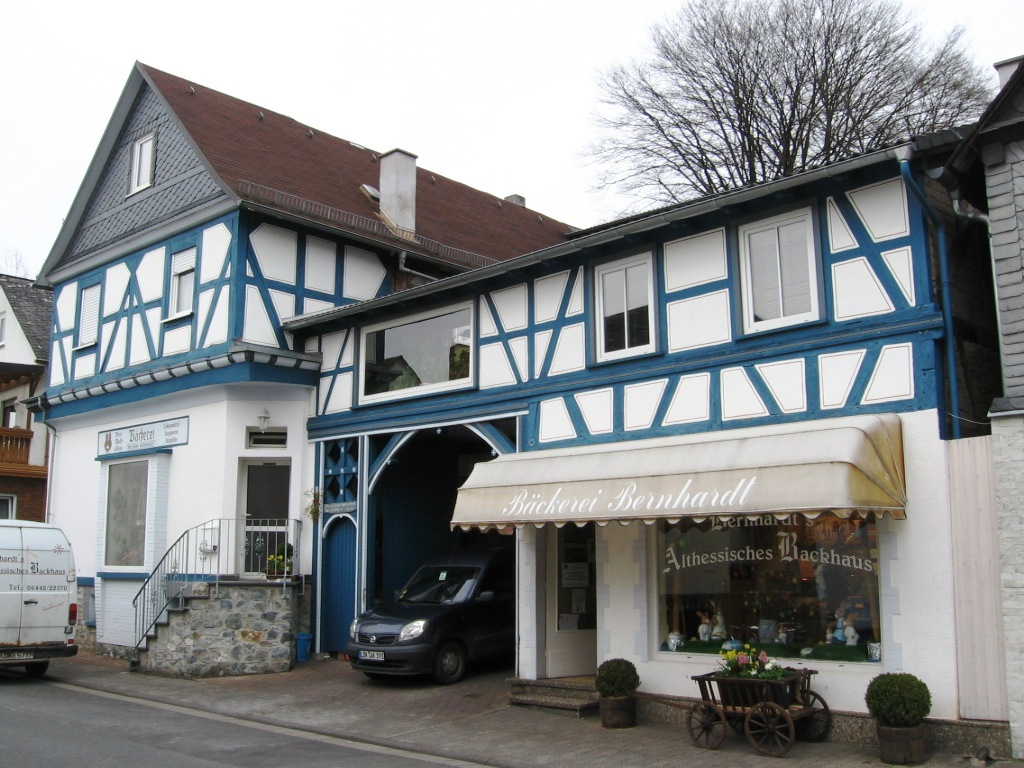
Bäckerei

## Wirtschaft und Infrastruktur

### Industrie und Gewerbe
Nach dem Zweiten Weltkrieg entstand am Ortsrand eine Färberei und Chemische Reinigung, die Fa. Lahmann & Co. In den 1950er-Jahren waren 250 Mitarbeiter beschäftigt, womit das Unternehmen größter Arbeitgeber im Dorf war. Aufgrund der Textil-Importe ging der Betrieb im Juli 1977 Konkurs. Außerdem entstand in der Nachkriegszeit eine Ziegelei sowie Ende der 1960er-Jahre die Bonbadener Maschinenbau.

### Verkehr
Durch Bonbaden führt die L 3283, die von Solms-Oberndorf im Norden nach Neukirchen im Süden verläuft. Sie bildet die Hauptstraße des Dorfes und wird als Solmsbachstraße und als Neukirchener Straße geführt. Des Weiteren zweigen im Ort die K 373 nach Laufdorf und die K 374 nach Schwalbach (beide Ortschaften gehören zur Gemeinde Schöffengrund) ab.
Am 1. November 1912 wurde die Bahnstrecke Friedrichsdorf–Albshausen vollendet. In Bonbaden befand sich seither ein Haltepunkt und somit Anschluss an das Schienennetz der Preußischen Staatsbahn. Mit der Stilllegung des Streckenabschnitts am 31. Mai 1985 und dem Rückbau der Gleisanlagen wurde auch der Haltepunkt aufgelassen. Heute endet die Strecke im 12 Kilometer entfernten Brandoberndorf, dorthin verkehren Omnibusse.

### Öffentliche Einrichtungen
Bonbaden verfügt über eine Freiwillige Feuerwehr, die 1930 gegründet wurde. Zuvor bestand bereits eine Pflichtfeuerwehr im Ort. Der Fuhrpark umfasst ein Löschgruppenfahrzeug 16-TS, ein Tragkraftspritzenfahrzeug mit Wassertank, ein Tanklöschfahrzeug 8/8 des Katastrophenschutzes und ein Mannschaftstransportfahrzeug.
In Bonbaden gibt es eine Grundschule, einen Kindergarten und eine Mehrzweckhalle. Auch existieren im Ort sowohl eine evangelische als auch eine katholische Kirche.

## Persönlichkeit
- Karl Allmenröder (1828–1912), evangelischer Geistlicher und Archivar